# Neolaparus polygramma
Neolaparus polygramma är en tvåvingeart som beskrevs av Speiser 1924. Neolaparus polygramma ingår i släktet Neolaparus och familjen rovflugor. Inga underarter finns listade i Catalogue of Life.